# Khamani Griffin
Khamani Griffin (Oakland (Californië), 1 augustus 1998) is een Amerikaans acteur en stemacteur.
Griffin begon als jeugdacteur in 2003 met acteren in de film Daddy Day Care, waarna hij nog meerdere rollen speelde in films en televisieseries.

## Filmografie

### Films
Uitgezonderd korte films.
- 2013 Cloudy with a Chance of Meatballs 2 – als Cal Devereaux (stem)
- 2012 Rise of the Guardians – als Caleb (stem)
- 2011 The Little Engine That Could – als Marcus (stem)
- 2007 Norbit – als 5-jarige Norbit
- 2006 Barnyard – als Chick (stem)
- 2003 Daddy Day Care – als Ben Hinton

### Televisieseries
Uitgezonderd eenmalige gastrollen.
- 2013 Modern Family – als Davis – 2 afl.
- 2008-2011 Ni hao kai lan – als Tolee / Howard – 38 afl.
- 2007-2008 Carpoolers – als kind van Aubrey – 4 afl.
- 2003-2007 All of Us – als Robert James jr. – 88 afl.